# Phak-fa-su

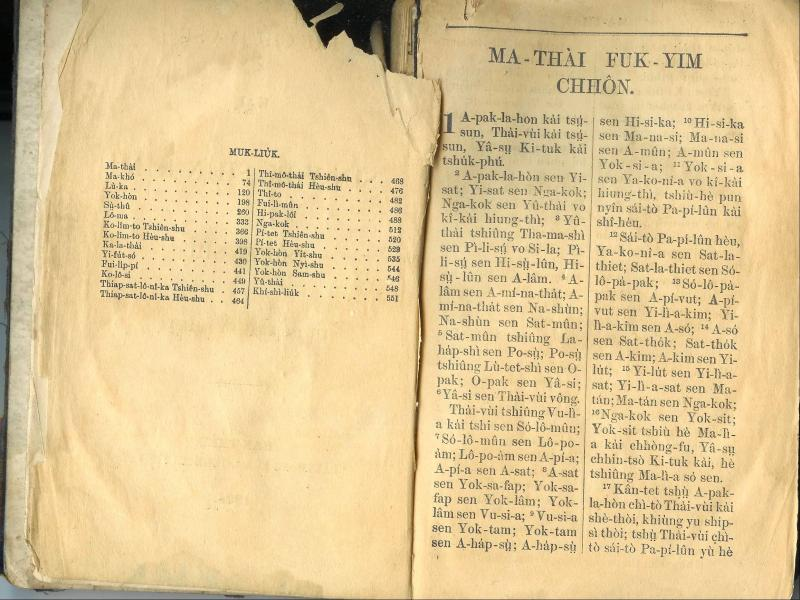
Nuevo testamento de 1924

El sistema pha̍k-fa-sṳ (en chino tradicional, 白話字; en chino simplificado, 白话字; pinyin, báihuàzì) es una transliteración de la lengua hakka al alfabeto latino. 
Es similar al método Pe̍h-oē-jī de la lengua minnan, otra lengua china hablada en regiones vecinas a las de las poblaciones hakka. También se utiliza para aprender hakka. 
Fue inventado por misioneros cristianos de la Iglesia Presbiteriana en el siglo XIX. En 1924 se publicó un Nuevo Testamento que utilizaba este método de escritura.

## Letras
| Mayúsculas | A | Ch  | Chh  | E | F  | H  | I | K  | Kh  | L  | M  | N  | Ng  | O | P  | Ph  | S  | T  | Th  | U | Ṳ | V  | Y  |
| Minúsculas | a | ch  | chh  | e | f  | h  | i | k  | kh  | l  | m  | n  | ng  | o | p  | ph  | s  | t  | th  | u | ṳ | v  | y  |
| Nombres    | a | chi | chhi | e | fi | hi | i | ki | khi | li | mi | ni | ngi | o | pi | phi | si | ti | thi | u | ṳ | vi | yi |

### Consonantes
| Pha̍k-fa-sṳ | Bopomofo extendido | AFI     | Ejemplos        |
| ---------- | ------------------ | ------- | --------------- |
| p          | ㄅ                 | p       | pak-kûng 伯公   |
| ph         | ㄆ                 | pʰ      | pha̍k-fa 白話    |
| m          | ㄇ                 | m       | Mî-koet 美國    |
| f          | ㄈ                 | f       | fî-kî 飛機      |
| v          | ㄪ                 | ʋ       | vùn-sṳ 文字     |
| t          | ㄉ                 | t       | tú-sṳ́ 肚笥      |
| th         | ㄊ                 | tʰ      | thai-ngìn 大人  |
| n          | ㄋ                 | n       | nài-sâ 泥沙     |
| l          | ㄌ                 | l       | lî-mà 鯉嬤      |
| k          | ㄍ                 | k       | kâ-yèn 家園     |
| kh         | ㄎ                 | kʰ      | khiung-ha 共下  |
| ng(i)      | ㄫ                 | ŋ/ɲ     | ngiù-ngiuk 牛肉 |
| h          | ㄏ                 | h       | heu-sâng 後生   |
| ch(i)      | ㄗ/ㄐ              | ts/tɕ   | cho-tet 做得    |
| chh(i)     | ㄘ/ㄑ              | tsʰ/tɕʰ | chhâ-é 車仔     |
| s(i)       | ㄙ/ㄒ              | s/ɕ     | se-ngìn 細人    |

### Vocales
| Pha̍k-fa-sṳ | Bopomofo extendido | AFI |
| ---------- | ------------------ | --- |
| a          | ㄚ                 | a   |
| i          | ㄧ                 | i   |
| u          | ㄨ                 | u   |
| e          | ㄝ                 | e   |
| o          | ㄛ                 | o   |
| ṳ          | ㄭ                 | ɨ   |
| er         | ㄜ                 | ɤ/ə |
| -p         | ㆴ                 | p̚   |
| -t         | ㆵ                 | t̚   |
| -k         | ㆶ                 | k̚   |

## Tonos
Se muestra los tonos del Pha̍k-fa-sṳ con el valor del dialecto de Sixian y del dialecto de Hailu, los dos dialectos del  hakka taiwanés:
| Nombre chino    | Marcas      | Diacríticos    | Ejemplos | Sixian | Hailu |
| --------------- | ----------- | -------------- | -------- | ------ | ----- |
| 陰平 yīnpíng    | ◌̂           | circunflejo    | 夫 fû    | 24     | 53    |
| 陽平 yángpíng   | ◌̀           | acento grave   | 扶 fù    | 11     | 55    |
| 上聲 shǎngshēng | ◌́           | acento agudo   | 府 fú    | 31     | 24    |
| 陰去 yīnqù      | (sin marca) |                | 富 fu    | 55     | 11    |
| 陽去 yángqù     | ◌̊           | anillo         | 護 fů    | 55     | 33    |
| 陰入 yīnrù      | (sin marca) |                | 福 fuk   | 2      | 5     |
| 陽入 yángrù     | ◌̍           | línea vertical | 服 fu̍k   | 5      | 2     |